# Винтън (окръг, Охайо)
Окръг Винтън (на английски: Vinton County) е окръг в щата Охайо, Съединени американски щати. Площта му е 1075 km², а населението – 12 806 души (2000). Административен център е село Макартър.